# هولمسینا
هولمسینا (نام علمی: Holmesina) نام یک سرده از تیره پامپاددان است.